# Lille Sjoholmen
Lille Sjoholmen ou Litle Sjoholmen est une île dans le landskap Sunnhordland du comté de Vestland. Elle appartient administrativement à Kvinnherad.

## Géographie
Rocheuse et couverte d'une légère végétation, elle s'étend sur environ 209 m de longueur pour une largeur approximative de 103 m. 